# Villar de Domingo García
Villar de Domingo García és un municipi de la província de Conca, a la comunitat autònoma de Castella-La Manxa.

## Demografia
Té 218 habitants ( INE 2015).
Té una superfície de 54,77 quilòmetres quadrats, després té una densitat de 4,07 hab./km².

## Patrimoni cultural
La història d'aquest poble guarda una estreta relació amb la regió muntanyenca de Conca, ja que el seu terme limita amb ella i posseeix un ampli historial artístic i cultural gràcies a les diferents civilitzacions que van habitar les seves terres, des del Paleolític Inferior, passant per visigots, romans, àrabs i cristians. Tots han fet possible la creació d'una localitat que compta amb molts atractius turístics per als seus visitants, entre els més destacats hi ha l'església de l'Assumpció i l'antiga Posada.
-L'església de l'Assumpció, va ser construïda entre els segles XVII i XVIII. Té planta de saló amb tres naus, bells retaules barrocs amb columnes salomòniques a les naus laterals i un retaule major d'estil neoclàssic a la nau central. A més conserva algunes talles de valor, com la del Crist a la Creu i la de Sant Miquel.

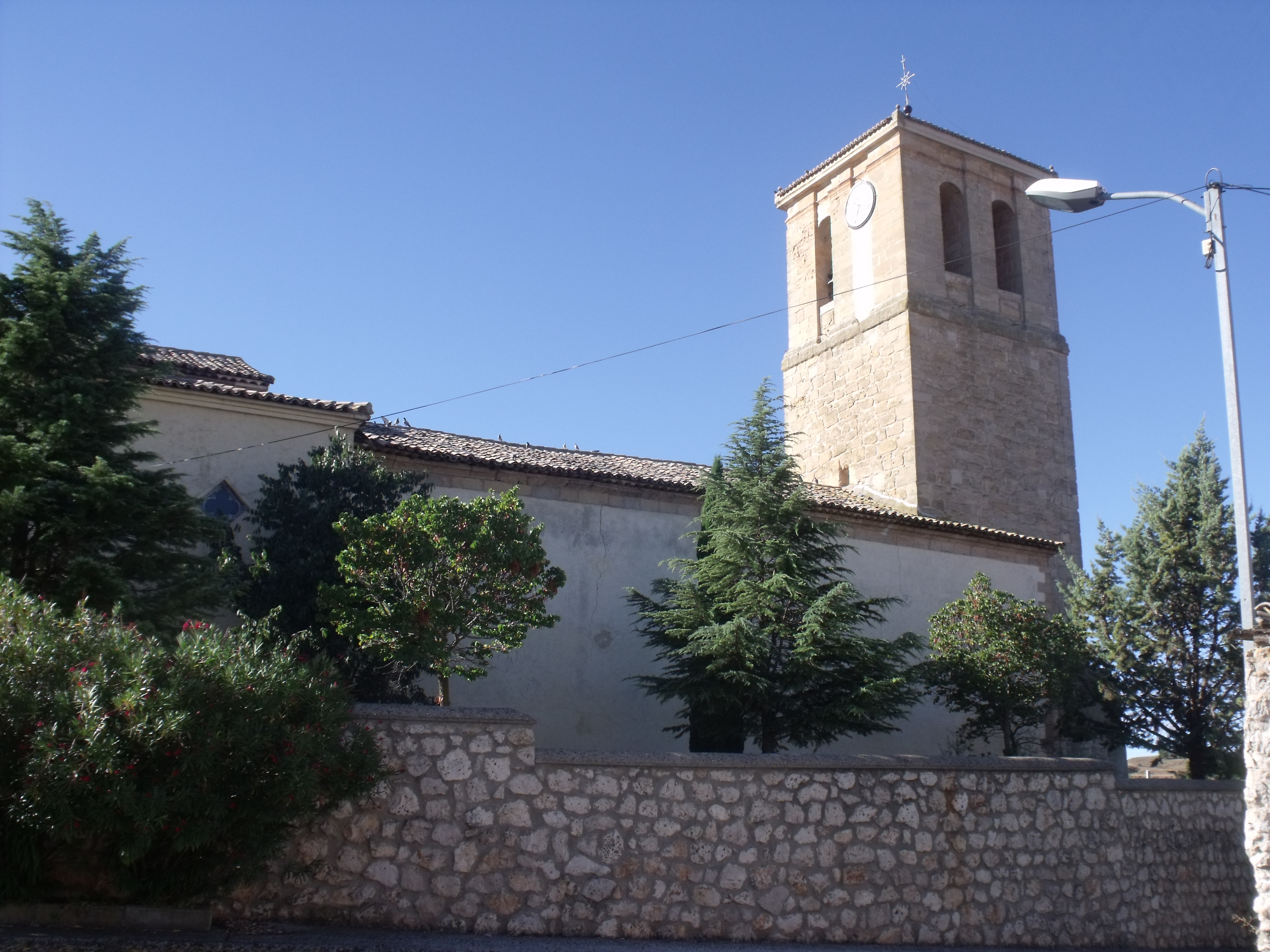
La Posada de Villar de Domingo García data del segle xvi i ha estat en funcionament fins fa ben poc. Situada a la plaça del poble, aquesta casona de dues plantes i altell era el lloc ideal per descansar i prendre forces. La casona encara guarda la seva estructura original amb un pati central al qual s'accedeix a través de l'amplia porta d'entrada, que permetia el pas de carruatges, i als costats la quadra i la cuina. Les habitacions es trobaven al pis de dalt.
- Església de l'Assumpció.
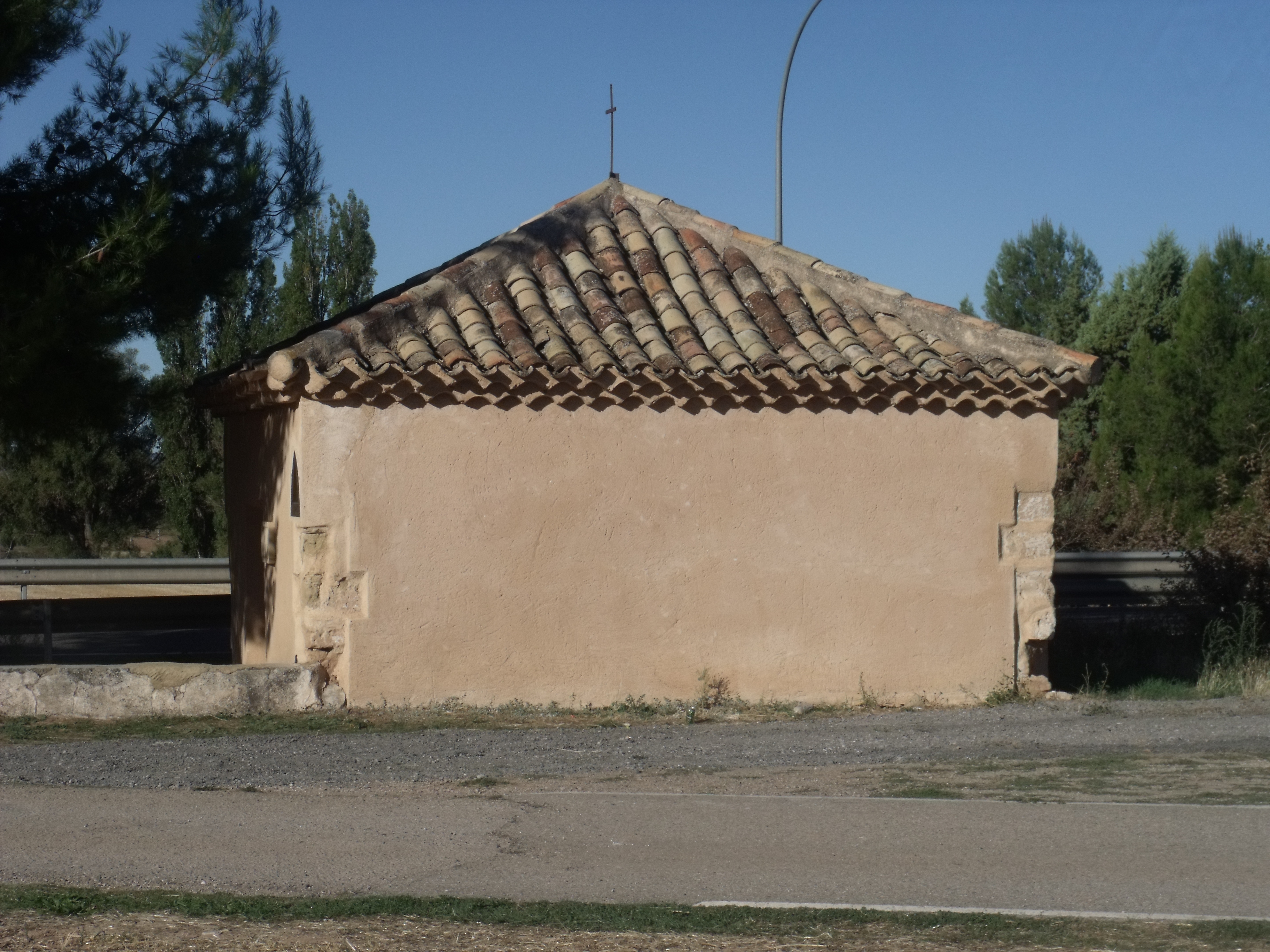
Ermita de Santa Anna.
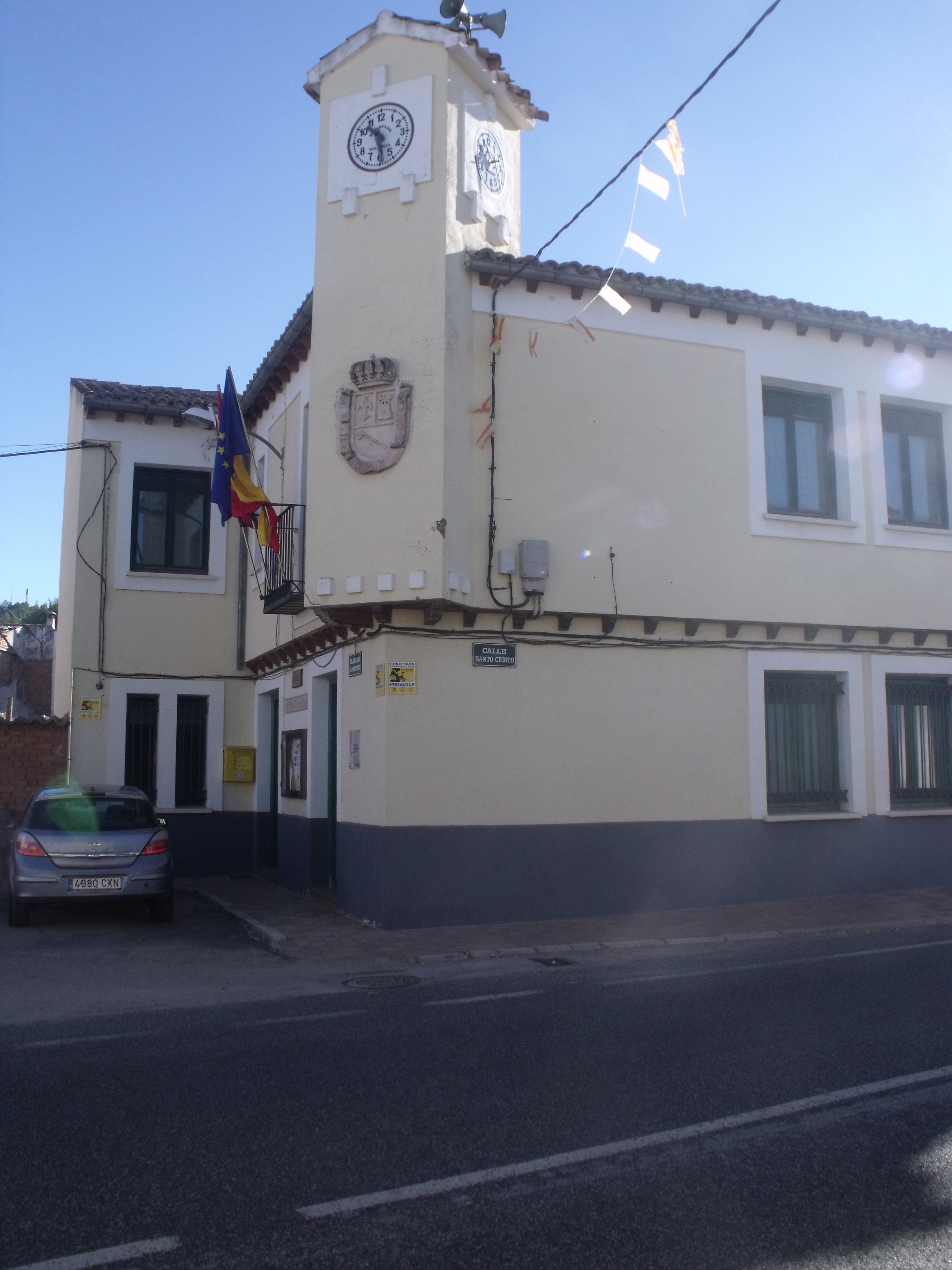
Ajuntament.
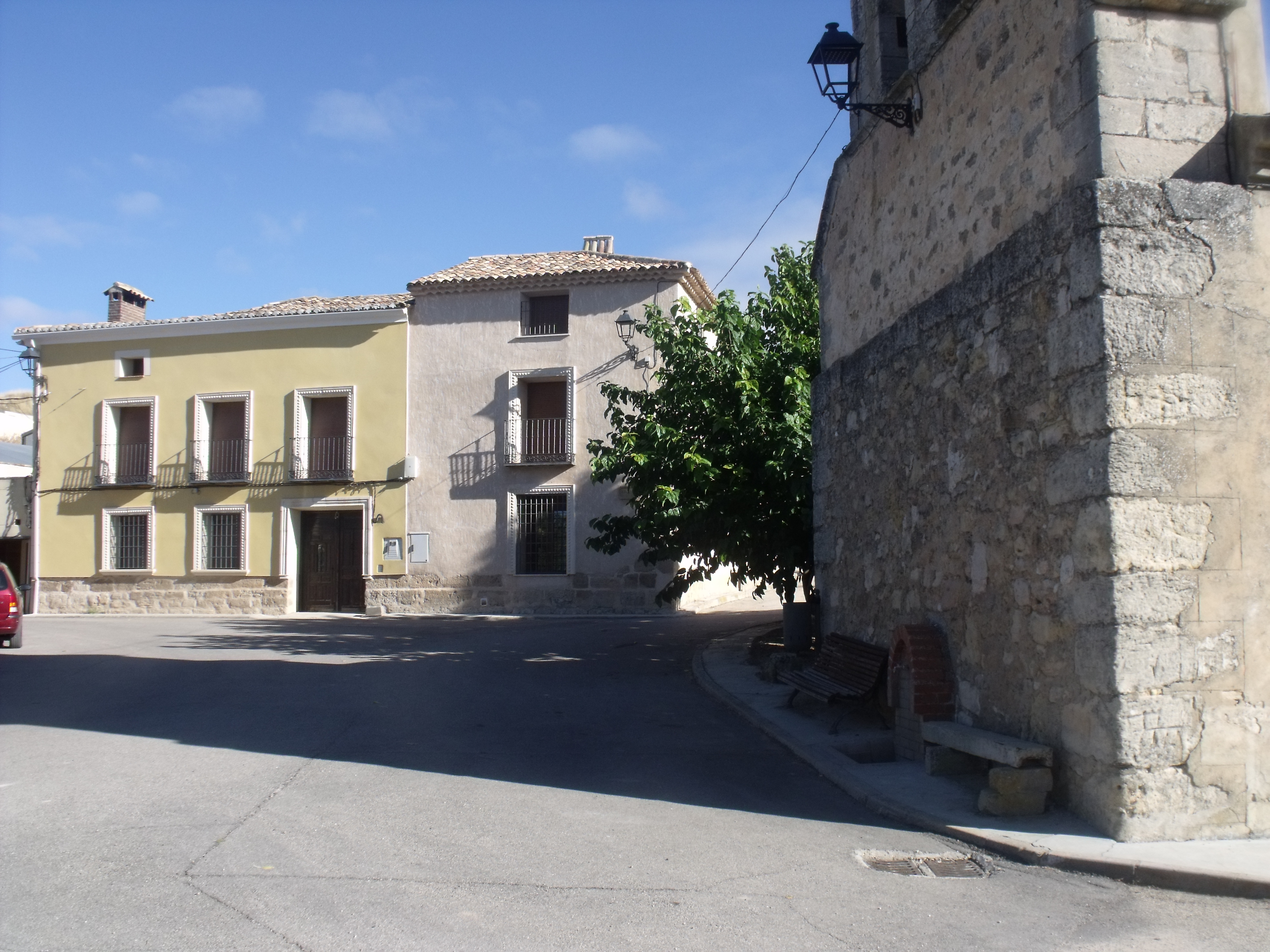
Llogaret de Noheda.